# Relacions entre Lituània i la República de la Xina
Les relacions entre Lituània i la República de la Xina es refereixen a les relacions diplomàtiques entre la República de Lituània i la República de la Xina (conegut també com Taiwan).

## Història
Aquestes relacions es van establir en 1921, tres anys després de la declaració d'independència de Lituània en 1918. Les relacions van continuar fins a l'ocupació soviètica dels països bàltics en 1940. La República de la Xina no va reconèixer pas l'annexió soviètica de Lituània. La República de la Xina va perdre la major part del seu territori, és a dir, la Xina continental, a les mans de la República Popular de la Xina (RPX) en 1949 durant la guerra civil xinesa, i des de la dècada de 1950 es limita a l'illa de Taiwan i illes menors associades.
Recentment, les relacions entre Lituània i Taiwan s'han estret. La Lituània democràtica i l'actual República de la Xina van establir relacions diplomàtiques no oficials en 2021, trenta-un anys després de la restauració de la independència de Lituània en 1990. En el mateix any, Taiwan va obrir l'Oficina de representació de la República de la Xina a Lituània. Mentrestant, Lituània té la intenció d'obrir una oficina de representació a Taiwan. El recent enfortiment de les relacions entre Lituània i Taiwan en 2021 ha comptat amb la forta oposició de la RPX, que reclama a Taiwan com a província xinesa. En conseqüència, la RPX ha rebaixat la seva ambaixada a Lituània a la categoria de "encarregat de negocis" en senyal de protesta. La RPX i Lituània havien mantingut anteriorment relacions diplomàtiques plenes entre si des de 1991.